# 富川盛奎

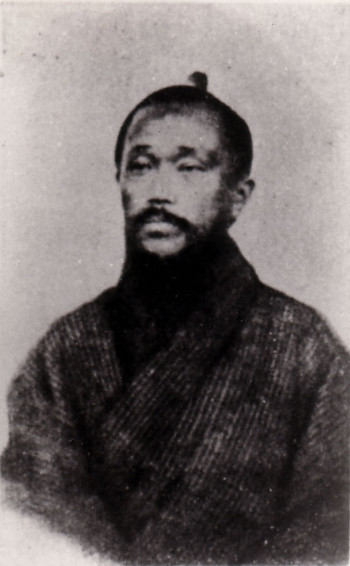
富川盛奎

富川 盛奎（とみかわ せいけい、1832年11月28日（道光12年10月7日） - 1890年（明治23年）7月）は、琉球王国の政治家・歌人、最後の三司官の一人。唐名は毛鳳来。
毛氏富川殿内家の男として首里儀保村（現・那覇市首里儀保町）に生まれる。1872年、検使（監査役）を任命し、宮古・八重山に渡航し、在地の法制を監査した。翌年、首里に帰る。
1875年に三司官に就任、1879年までの4年間その任にあった。琉球処分では沖縄県庁の顧問となり、明治政府に協力した。1882年、日清間の分島増約案（先島に清国へ割譲）に反対して、王大業（国場親雲上）とともに清国へ脱出、琉球王国の復旧を陳情した。しかし果せず、帰郷を拒否、清国で客死した。